# Siddharth
Siddharth è un nome proprio di persona maschile usato in diverse lingue diffuse nel subcontinente indiano.

## Origine e diffusione

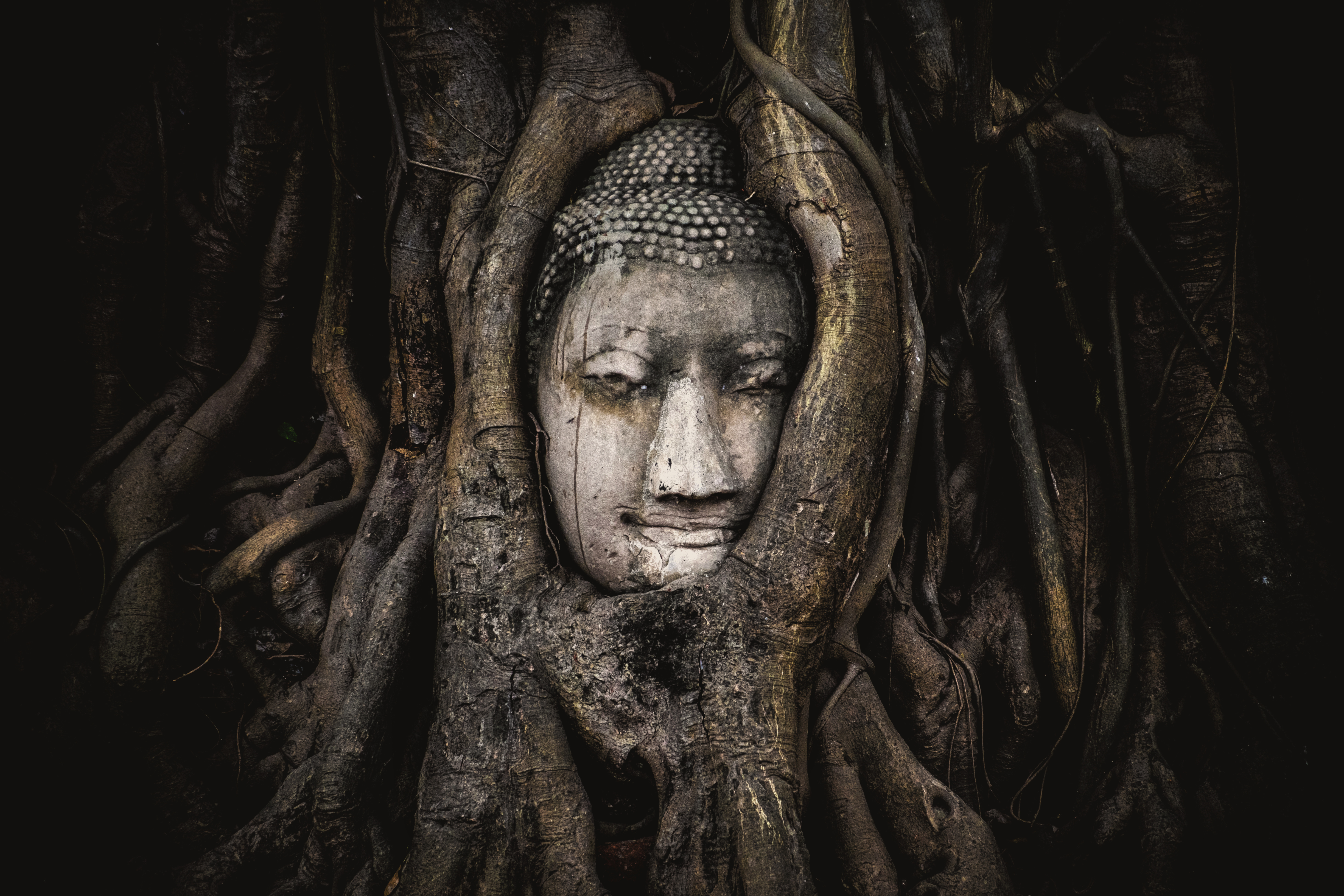
La testa di un Buddha di pietra stretta tra le radici di un albero nel Wat Mahathat (Ayutthaya), in Thailandia

Riprende il nome di Siddhartha Gautama, noto generalmente come "Buddha", il monaco e mistico indiano che fondò il Buddismo; etimologicamente, deriva dai termini sanscriti सिद्ध (siddha, "compiuto") e अर्थ (artha, "obiettivo", "scopo"), quindi il suo significato può essere interpretato come "colui che ha compiuto il suo scopo".
"Siddhartha" (सिद्धार्थ) era l'antica forma sanscrita del nome, così come la moderna forma bengalese (সিদ্ধার্থ); nelle moderne lingue gujarati (સિદ્ધાર્થ), hindi e marathi (सिद्धार्थ), è invece reso "Siddharth".

## Persone
- Siddharth Anand, regista e sceneggiatore indiano

### Variante Siddhartha
- Siddhartha Mukherjee, medico e saggista indiano naturalizzato statunitense